# Josef Tošovský
Josef Tošovský, češki politik in ekonomist, * 28. september 1950, Náchod.
Med letoma 1993 in 2000 je bil guverner Češke narodne banke in med 16. decembrom 1997 ter 17. julijem 1998 je bil predsednik Vlade Češke republike.